# Petits Chanteurs d'Asnières
Les Petits Chanteurs d'Asnières est une chorale française masculine, originaire d'Asnières-sur-Seine, dans le département des Hauts-de-Seine. Elle est formée en 1946 par Jean Amoureux et sous le nom de l’Alauda. Le chœur a évolué sous plusieurs noms depuis sa création, le dernier en date étant les New Poppys en 2016, et a permis de créer divers groupes, dont les Poppys.

## Histoire

### Création

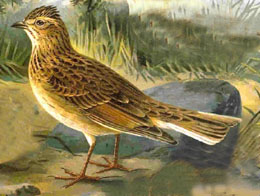
Alauda arvensis (Alouette des champs).

La chorale est formée en 1946 sous la direction de Jean Amoureux. Son premier nom est L’Alauda, puis Les Rossignols de Saint-Jean jusqu'en 1955 d'après l'église Saint-Jean-des-Grésillons de Gennevilliers, et enfin Les Petits chanteurs de l'Île-de-France. Après avoir quitté la fédération des Pueri Cantores, ils quittent leur siège associatif de Gennevilliers (où ils retournent dans les années 1960 jusqu'en 2011) pour la mairie d’Asnières et deviennent Les Petits chanteurs d'Asnières en Île-de-France, la rallonge « en Île-de-France » est souvent délaissée pour les appeler plus simplement Petits chanteurs d'Asnières, diminutif couramment utilisé par les médias.
Ce chœur s’oriente alors vers un style nouveau, rythmé et vivant, qui lui permet d’obtenir ses premiers succès : l'émission de radio Vous êtes formidables sur Europe 1, ou le concours de « l’Ange d'or » sur RTL.

### Années 1960
En 1961, la télévision leur demande d'enregistrer la première bande originale du feuilleton Poly sous le nom des Petits chanteurs de l'Île-de-France[réf. souhaitée]. En 1963 et 1965, ils sont récompensés par L'Ange d'Or des chorales, décerné par Radio Luxembourg. À partir de 1965, Jean-Jacques Thibaut (directeur artistique chez Philips) leur fait enregistrer sous le même nom une série d'albums pour la collection Rondes et Chansons de France avec Renée Caron ; ils sont accompagnés au piano par François Rauber. Cette année-là, ils enregistrent avec Nana Mouskouri L'Enfant au tambour, morceau suivi par Les Jolies Colonies de vacances avec Fernand Raynaud  puis Où vont les ballons ? avec Michel Legrand.
En 1969, le Modern Mômes Quartet (clin d’œil au Modern Jazz Quartet) est le premier groupe issu des Petits chanteurs d'Asnières ; il est alors composé de Bruno Polius, Patrick Dufayet, Philippe Daizenko et Laurent Chabas.

### Années 1970

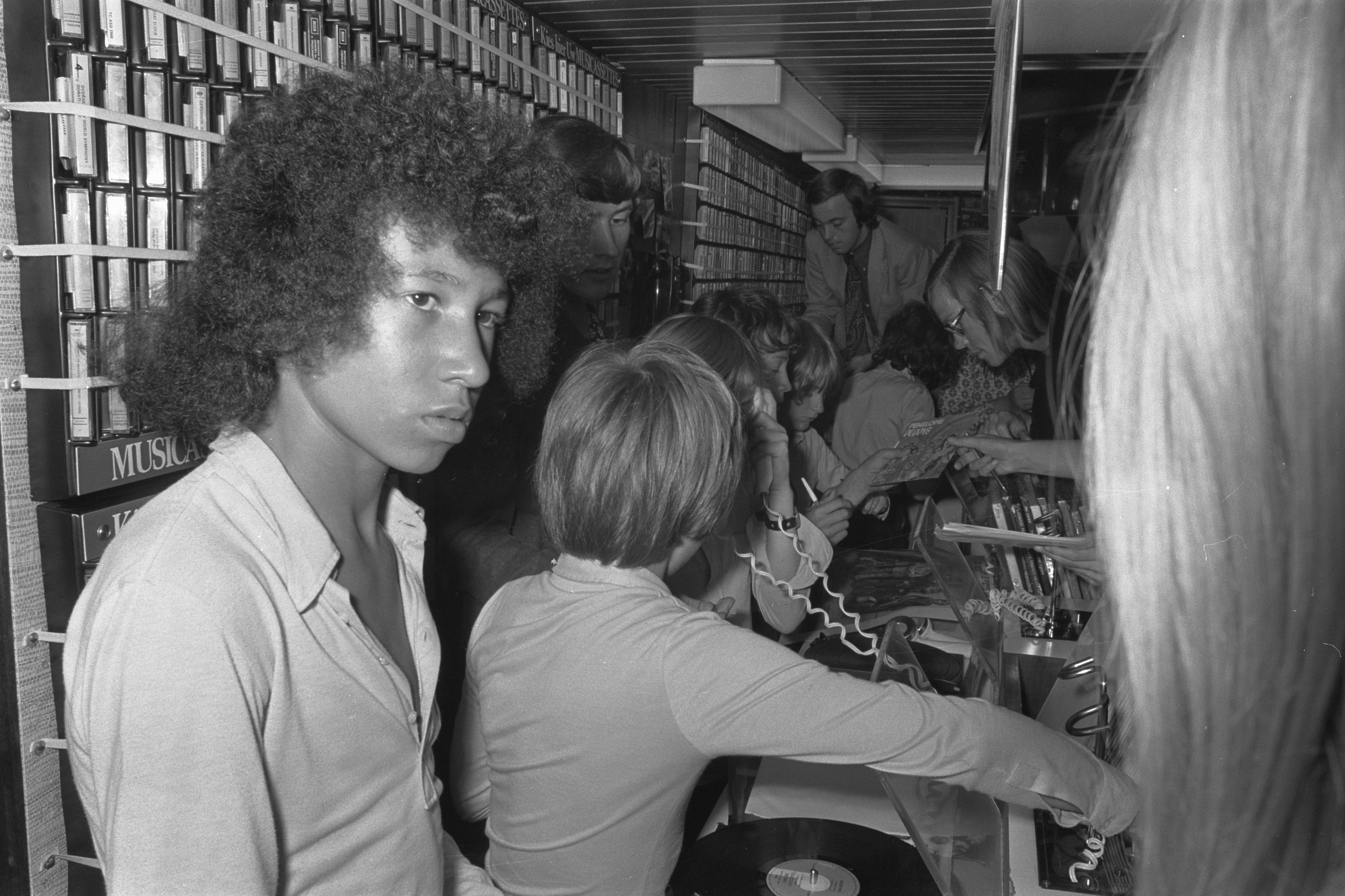
Bruno Polius (Amsterdam, 1972).

Début 1970, les Petits Chanteurs enregistrent un 33 tours de douze titres sous le nom de Petits chanteurs de Nazelles. En octobre 1970, Eddie Barclay cherche à monter un groupe d’enfants pour chanter des chansons rythmées avec des textes d’actualité à la limite de la contestation. C'est son directeur artistique François Bernheim, ancien Soliste de la Manécanterie des Petits Chanteurs à la croix de bois qui fait appel aux Petits chanteurs d'Asnières afin de créer les Poppys. En décembre 1970 sort leur premier 45 tours, Noël 70 et Non je ne veux pas faire la guerre. Europe 1, RTL puis la télévision diffusent les chansons des Poppys. Ils sont bientôt en tête des hit-parades français.
Au printemps 1971, ils bousculent tous les pronostics au cours des émissions concours télévisées de Guy Lux. Avec leur second enregistrement Non, non, rien n'a changé et Isabelle je t’aime, les Poppys dépassent le million de disques et gagnent leur premier disque d'or. Bientôt, les télévisions étrangères les réclament : Belgique, Allemagne, Pays-Bas. Dans ce dernier pays, l’engouement des jeunes est tel que les ventes des Poppys dépassent celles des Beatles[réf. nécessaire]. Le cap des quatre millions de disques est franchi. Ils obtiennent deux disques d'or (un en France et un aux Pays-Bas) pour Non, non, rien n'a changé (1 200 000 exemplaires). Un disque d'or leur est décerné pour Jésus révolution en 1972, interprété par Bruno Polius et Olivier Antignac.

### Années 1980
À partir des années 1980, ils animent les arbres de Noël de l’Élysée, puis ceux de l’Hôtel de Ville de Paris aux côtés du Maire. Abbacadabra est l'un des groupes formés à partir des Petits chanteurs d'Asnières. Il est constitué en 1983, à l'occasion de la création de la comédie musicale Abbacadabra, sortie sur microsillon douze titres et CD quatorze titres, et de sa suite La Fusée de Noé, sortie en album onze titres. Abbacadabra et La Fusée de Noé sont aussi diffusés à la télévision en plusieurs épisodes.
Pour le titre L’Enfant Do avec leur soliste Stéphane Le Navellan ils obtiennent un disque d'or et pour Belle un disque d'argent avec Daniel Balavoine et Frida. En 1984, les Petits chanteurs d'Asnières participent à l'opérette Hourra papa à l'Eldorado-Gaïté. En 1985 ils accompagnent Charles Dumont à l'Olympia. Les NewPopies, ou Enfants Sans Frontières, sont créés à partir de la chorale en 1986. Ils sortent un 45 tours, Trop besoin d'espoir, que l'on trouve sous l'un ou l'autre nom de groupe.
En 1988, lors d'une émission avec Patrick Sébastien, les Petits chanteurs interprètent On est venus te dire, reprise de Je suis venu te dire que je m'en vais, avec un verre de jus de pomme dans une main et une cigarette en chocolat dans l'autre en hommage à Serge Gainsbourg qui ne résiste pas et fond en larmes. Toujours en 1988, c’est avec la chanson de Francis Cabrel Il faudra leur dire, que les Petits Chanteurs d’Asnières se voient à nouveau récompensés par un disque d’or. Ils chantent également une reprise de La Chanson du maçon à l’émission de La Chance aux chansons pour le 100e anniversaire de la naissance de Maurice Chevalier. Ils collaborent cette année-là à l'émission 30 millions d'amis, avec un album à la clef : Les Petits chanteurs d'Asnières et... Junior édité en CD et K7. Ils participent au spectacle musical : Coccinel est dans la lune.

### Années 1990
En 1992, huit des petits chanteurs d'Asnières retrouvent François Bernheim pour la constitution du groupe Mercredi Libre. Le groupe sort un album CD 11 titres. Deux titres, Noël 70 et Non, non, rien n'a changé, y sont repris dans un style différent, plus rythmé, avec des sonorités rap. On y retrouve également d'autres titres plus doux, tels que Commandant de la Calypso, La Ballade des p'tits anges ou encore Y'avait une ville, interprété par Geoffrey, le soliste du groupe. L'album rencontre un certain succès mais il est rapidement retiré de la vente à la suite d'un différend avec la maison de disques. C'est devenu aujourd'hui un objet collector[réf. nécessaire].

### Années 2000
En 2006, pour fêter leurs soixante ans, le gala fut très fourni et attira tant de spectateurs qu'une troisième représentation fut organisée. 2008, lors d'une fête foraine ils participent à un concert en l'honneur du Québec. 2009, pour accompagner la sortie de la série cinéma Arthur et les Minimoys, Luc Besson a demandé à Jean Amoureux d'enregistrer plusieurs titres sous le nom de groupe Le Minimoys Band.
Sur le CD ces enregistrements sont dédiés à la mémoire du chef de chœur des Petits chanteurs d'Asnières, Jean Amoureux (1925-2009). Les Petits chanteurs d'Asnières en Île-de-France et Les Poppys ont chanté sous la direction de Jean Amoureux jusqu'à son décès en septembre 2009. Depuis, la relève est assurée par Christian Germain. Une nouvelle équipe a repris le flambeau et on peut les écouter principalement lors de leur gala de fin d'année (courant novembre) et sur les tournées de juillet[réf. nécessaire].

### Années 2010
Le dimanche 8 janvier 2012, les Petits chanteurs d'Asnières et les Poppys réalisent ce que leur aînés n'ont jamais fait, c'est-à-dire remplir l'Olympia de Paris sous leur seul et unique nom. Lors de ce concert, les enfants interprètent des chansons connues mais aussi des nouveautés comme Indignez-vous, écrite par François Bernheim. Les PCAIF s'inscrivent également en avril 2012 sur My Major Company pour lever les fonds nécessaires au financement de leur nouvel album.
Le 21 mai 2012 a lieu la première représentation de la comédie musicale Marionnettiste au théâtre du Gymnase à Paris en hommage à Pierre Bachelet, avec la participation des Petits écoliers chantants de Bondy. La même année pour le 14 juillet, fête nationale française, les Petits chanteurs d'Asnières défilent sur les Champs-Élysées à Paris et chantent La Marseillaise d'Hector Berlioz devant la tribune présidentielle. En 2016 est créé le groupe New Poppys qui enregistrera un nouvel album dans les studios de La Plaine Saint-Denis. Les New Poppys font leur première apparition le 22 juillet 2016 sur France 3 dans l'émission Village départ. Ils sortent un single et annoncent un album pour le 25 novembre 2016.

## Autres projets et collaborations

### Enregistrements télévisés
Régulièrement le chœur participe à des enregistrements télévisés en chœur et solistes par exemple pour le Téléthon ou  aux côtés des grands noms tels que : Céline Dion, Charles Aznavour, Enrico Macias, Henri Salvador, Isabelle Boulay, MC Solaar, Pierre Perret, Roberto Alagna, Sylvie Vartan ou Johnny Hallyday dans Mon plus beau Noël en 2005, Yannick Noah pour Aux arbres citoyens, Pascal Obispo avec Mister Sunshine[réf. nécessaire].

### Cinéma et télévision
Le cinéma et la télévision les sollicitent pour interpréter des bandes originales ou des chansons promotionnelles, dans les années 1960 et 1970, ils interprètent les titres des séries Poly, en 1969 c'est pour James Bond dans Au service secret de Sa Majesté qu'ils chantent avec Isabelle Aubret Savez-vous ce qu'il faut au sapin de Noël ; en 1970 ils apparaissent dans une scène du film Valparaiso, Valparaiso, ou ils chantent My Bonnie Lies Over the Ocean ; Walt Disney les sollicite régulièrement pour ses films, ses dessins animés, entre autres Bernard et Bianca ou encore pour la publicité des parcs d'attraction, en 2009 c'est Luc Besson qui les a sollicités pour la série cinéma Arthur et les Minimoys dans le Minimoys Band, en 2013, ils sont les acteurs du clip blesse dont ils ont enregistré le titre en hommage aux militaires blessés et disparus[réf. nécessaire].

### En duo et en chœur
Ils enregistrent en duo et en chœur sur plus de 70 titres par exemple : Amédée Lampion Au secours, il revient 2009; Francis Cabrel Il faudra leur dire 1986 (disque d'or) ; Pascal Obispo pour l'album Welcome to the Magic World of Captain Samouraï Flower en 2009[réf. nécessaire].

### Grandes scènes
Ils montent sur les grandes scènes: sous leur nom ils font l'Olympia le 8 janvier 2012, ils accompagnent sur scène des artistes tels qu'Enrico Macias en 1982 et Charles Dumont en 1987 à l'Olympia... ou encore Gilbert Bécaud avec qui ils ont aussi fait Bobino et le Casino de Paris[réf. nécessaire].

### Au quotidien
Tout au long de l'année, les Petits Chanteurs participent à divers événements et donnent des concerts par exemple en janvier 2009 à Mers-les-Bains ; le 16 février 2013 à Ozoir-la-Ferrière au profit de la Banda Musica ; ils participent à des spectacles tels le conte musical Marionnettiste, un spectacle hommage à Pierre Bachelet créé en 2012 ; ou encore à la cérémonie d'ouverture de la finale de la coupe de France en 2013.
Chaque année ils participent à la fête de la musique d'Asnières. En 2010, les Petits Chanteurs y ont retrouvé Enrico Macias pour célébrer l’arrivée de l’été. Une tournée de concerts d'été, les conduit vers de nouveaux horizons tels que le Québec, la Réunion, Tahiti, les Antilles, le Maroc, l’Île Maurice, ou en France : le Sud-Ouest, l’Alsace, la Corse.

## Artistes notoires
- Jean Amoureux : fondateur du chœur en 1946, et des différents groupes qui en sont issus, il ne le quitte qu'en 2009 à sa mort.
- Bruno Polius : pendant cinq ans l'un des compositeurs et guitaristes de Johnny Hallyday. Il a entre autres travaillé avec Michel Sardou et on peut l'entendre en seconde voix sur le début de la chanson Être une femme. À huit ans, il interprète le générique L’Oiseau du feuilleton Sébastien parmi les hommes vendu à 1 600 000 exemplaires, et il est l'un des solistes du groupe Les Poppys.
- Stéphane Le Navellan : soliste de la comédie musicale Abbacadabra en 1983. Disque d'or pour L'Enfant Do.
- Bruno Letort : devenu compositeur de musique contemporaine, et producteur sur France Musique, il réalise les arrangements pour orchestre de l'album Multitude de Stromae.
- Christian Germain : Petit Chanteur depuis 1964, pianiste et chef de l’orchestre, dirige maintenant la chorale en tant que chef de chœur.
- François Bernheim : ancien compositeur des Poppys, a écrit de nombreux titres pour la chorale (Indignez-vous, Non, Non rien a changé...).